# Sven Nordell
Sven Olof Anund Nordell, född den 2 november 1907 i Örebro, död den 7 september 2003 i Stockholm, var en svensk jurist.
Nordell avlade studentexamen 1925, filosofie kandidatexamen vid Uppsala universitet 1927 och juris kandidatexamen där 1933. Han genomförde tingstjänstgöring i Västernärkes domsaga 1933–1936 och var sekreterare i Västra Hälsinglands domsaga 1938–1941. Nordell blev amanuens i Kommerskollegium 1936, fiskal i Svea hovrätt 1937, adjungerad ledamot där 1942, tillförordnad tingsdomare i Södertörns domsaga 1945, assessor i Svea hovrätt 1946, tingsdomare i Sollentuna och Färentuna domsaga 1947, i Södertörns domsaga 1949, sakkunnig i Justitiedepartementet 1951 och hovrättsråd i Svea hovrätt 1953. Han var hovrättslagman där 1969–1975 (tillförordnad från 1966). Nordell var juridisk rådgivare inom Svenska jägareförbundet 1942–1982, tjänstgjorde i Statens hyresråd 1943–1945, var ledamot där från 1951 och verksam i styrelsen inom de synskadades organisation 1963–1990. Han var ordförande i Helsinge gille i Stockholm 1953–1960 (hedersledamot 1960) och blev hedersledamot av Gästrike-Hälsinge nation i Uppsala 1954. Nordell publicerade Jakten, jägaren och lagen (3:e upplagan 1983), handböcker, rättsfallssamlingar (1943–1983) och artiklar i samlingsverk och tidskrifter om jakträtt med mera. Han blev riddare av Nordstjärneorden 1953 och kommendör av samma orden 1968. Nordell är gravsatt i minneslunden på Skogskyrkogården i Stockholm.